# Lekarna
Lekárna (starinsko tudi apotéka) je zdravstvena ustanova, v kateri se opravlja lekarniška dejavnost, torej zagotavlja preskrbo prebivalstva ter zdravstvenih zavodov in drugih organizacij z zdravili. Preskrba z zdravili obsega izdajanje zdravila na recept, brez recepta ter pripravo magistralnih zdravil. Po Zakonu o lekarniški dejavnosti lahko poleg lekarne lekarniško dejavnost izvaja tudi lekarniška podružnica. Lekarna mora ustezati zakonsko predpisanim zahtevam glede kadrov, opreme in prostorov.
Bolnišnična lekarna je lekarna znotraj bolnišnice za lastno preskrbo z zdravili in drugimi pomožnimi sredstvi, ki se uporabljajo za zdravljenje in nego hospitaliziranih oseb.